# مثنان
المَازَرْيُون  أو المثنان[بحاجة لمصدر] (الاسم العلمي: Thymelaea) هو جنس من النباتات يتبع الفصيلة المثنانية من رتبة الخبازيات.